# Droxicam
Droxicam là thuốc chống viêm không steroid thuộc nhóm oxicam. Một tiền chất của piroxicam, nó được sử dụng để giảm đau và viêm trong các bệnh cơ xương khớp như viêm khớp dạng thấp và viêm xương khớp. 